# Anshan (Liaoning)
Pour les articles homonymes, voir Anshan (homonymie).
Anshan (chinois : 鞍山市 ; pinyin : Ānshān shì) est une ville-préfecture de la province du Liaoning en Chine.

## Économie
Anshan est une création japonaise, où furent édifiés en 1919, près d'un gisement de minerai de fer, deux hauts fourneaux, complétés par un troisième en 1930, deux aciéries en 1935, puis six autres hauts fourneaux entre 1937 et 1943. La ville produisait en 1944 près de deux millions de tonnes de fonte et plus d'un million de tonnes d'acier. Démantelées par les Soviétiques après 1945, les installations d'Anshan seront reconstruites à partir de 1950, après la victoire des communistes chinois et avec l'aide de l'Union soviétique. Ainsi, dès 1952, Anshan produisait à nouveau 1 500 000 tonnes de fonte et 900 000 tonnes d'acier. Le premier plan quinquennal chinois (1953-1957) accorda à cette ville une priorité absolue pour en faire le combinat sidérurgique devant équiper les futures bases industrielles du pays. Ainsi, à la fin de l'année 1957, neuf hauts fourneaux fonctionnaient et une seconde aciérie était reconstruite et agrandie, portant la production à 3 400 000 tonnes de fonte et à 3 000 000 de tonnes d'acier. Dans le même temps, de nouvelles installations étaient créées en aval, fabriquant pour la première fois dans l'histoire de la Chine des trains de tubes sans soudure. Au cours du « grand bond en avant » de 1958, le dixième haut fourneau (alors le plus grand du pays avec 1 513 m3 et la troisième aciérie étaient édifiés, tandis que cinq grands fours Martin entraient en production. À la même date, Anshan disposait de treize laminoirs (dont la fabrique de tubes sans soudure et une fabrique de tubes étirés à froid) et de onze batteries de fours à coke.
Son économie repose au début du 21e siècle encore sur la sidérurgie mais connaît aujourd'hui des problèmes de reconversion face à la concurrence d'autres aciéries plus modernes (Shanghai). En 2004, le PIB total a été de 100,6 milliards de yuans.
Anshan possède un aéroport : Anshan-Teng'ao (en).

## Éducation
La ville d'Anshan possède deux universités :
- l'Université des Sciences et Technologies du Liaoning ;
- l'Université Normale d'Anshan, destinée à la formation des enseignants et professeurs.

## Subdivisions administratives
La ville-préfecture d'Anshan exerce sa juridiction sur sept subdivisions - quatre districts, une ville-district, un xian et un xian autonome :
- le district de Tiedong - 铁东区 Tiědōng Qū ;
- le district de Tiexi - 铁西区 Tiěxī Qū ;
- le district de Lishan - 立山区 Lìshān Qū ;
- le district de Qianshan - 千山区 Qiānshān Qū ;
- la ville de Haicheng - 海城市 Hǎichéng Shì ;
- le xian de Tai'an - 台安县 Tái'ān Xiàn ;
- le xian autonome mandchou de Xiuyan - 岫岩满族自治县 Xiùyán Mǎnzú Zìzhìxiàn.

## Jumelages
La ville est jumelée avec :
- Amagasaki (Japon) depuis 1983 ;
- Bursa (Turquie) depuis 1991.

La ville a signé des accords de participation avec :
- Clermont-Ferrand (France) depuis 2006.